# Bani Walid
Bani Walid (arabisch بني وليد, DMG Banī Walīd) ist eine Stadt in Libyen im Munizip Misrata. Bis 2007 war sie Hauptstadt des gleichnamigen ehemaligen Munizip Bani Walid.

## Lage und Infrastruktur
Die Stadt befindet sich etwa auf halber Strecke auf der Straße zwischen Misrata im Nordosten und Mizda in rund 120 km Entfernung. Sie wird größtenteils von Angehörigen des Warfalla-Stamms bewohnt. Es befindet sich ein Teil der Universität Misrata in Bani Walid.

## Geschichte
Da die Stadt eine der letzten Hochburgen der Anhänger des infolge des Bürgerkrieges in Libyen gestürzten Machthabers Muammar al-Gaddafi war, wurde sie Anfang September 2011 von den Rebellen belagert. Zuvor war ein Ultimatum zur Übergabe der Stadt abgelaufen.
Am 16. September begannen Einheiten der Libyschen Nationalen Befreiungsarmee mit der Eroberung von Bani Walid. Es kam zu Gefechten, bei denen auch schwere Waffen eingesetzt wurden. Ende September 2011 forderte die Armee mehr Unterstützung von der NATO bei der Eroberung. Am 17. Oktober 2011 wurde berichtet, dass die Rebellen die Stadt eingenommen haben.
Im November 2011 töteten Gaddafi-Anhänger 15 Soldaten der Libyschen Nationalen Befreiungsarmee.
Am 23. Januar 2012 gab es in der Stadt ein Feuergefecht zwischen Anhängern des Nationalen Übergangsrats und örtlichen Milizen der Warfalla, in dessen Verlauf die örtlichen Kämpfer die Kontrolle über die Stadt übernahmen. In ersten Meldungen bezeichnete der Übergangsrat diese als Anhänger Gaddafis, ein Standpunkt, dem der Libyen-Beauftragte der UNO Ian Martin widersprach.
Ende Oktober 2012 versuchten Truppen der neuen Regierung, Bani Walid zurückzuerobern. Letztlicher Auslöser war die Entführung und Tötung des landesweit bekannten Omar ben Schaaban, der eine maßgebliche Rolle bei der Tötung Gaddafis gespielt haben soll. Wegen der Kämpfe flüchteten etwa 40.000 Menschen aus der Stadt und sie war durch Artilleriebeschuss gezeichnet. Zwischenzeitlich erklärte die Regierung, die Kontrolle übernommen zu haben. Dies wurde in der Folge aber wieder relativiert.
Seit der Flüchtlingskrise im Jahr 2015 ist die Stadt ein Zwischenstopp für Subsahara-Migranten auf den Weg nach Europa und deren Menschenschmuggler. In und in der Umgebung von Bani Walid betreiben der libysche Staat, Menschenschmuggler und Milizen jeweils eigene Gefängnisse, in denen Berichten mehrerer Menschenrechtsorganisationen zufolge Menschenrechtsverletzungen und Folter stattfinden. Häufig werden die Angehörigen inhaftierter Migranten zu Lösegeldzahlungen erpresst.